# Fourques (Gard)
Fourques – miejscowość i gmina we Francji, w regionie Oksytania, w departamencie Gard.
Według danych na rok 1990 gminę zamieszkiwało 2251 osób, a gęstość zaludnienia wynosiła 59 osób/km² (wśród 1545 gmin Langwedocji-Roussillon Fourques plasuje się na 167. miejscu pod względem liczby ludności, natomiast pod względem powierzchni na miejscu 108.).